# Myxillidae
Myxillidae é uma família de esponjas marinhas da ordem Poecilosclerida.

## Gêneros
- Damiriopsis Burton, 1928
- Ectyonopsis Carter, 1883
- Hymenancora Lundbeck, 1910
- Melonanchora Carter, 1874
- Myxilla Schmidt, 1862
- Plocamiancora Topsent, 1927
- Psammochela Dendy, 1916
- Stelodoryx Topsent, 1904